# The Angry Video Game Nerd Adventures
The Angry Video Game Nerd Adventures (AVGN Adventures) — компьютерная игра в жанре платформер, разработанная Сэмом Беддоусом (FreakZone Games) и изданная ScrewAttack Entertainment в 2013 году на персональных компьютерах под управлением Windows, и в 2015 году на Nintendo Wii U и 3DS. Игра основана на интернет-шоу Джеймса Рольфа The Angry Video Game Nerd, посвящённом юмористическим обзорам некачественных ретро-игр. Выполненная в ретро-стилистике, AVGN Adventures пародирует игры, которые обозревал Джеймс, и содержит многочисленные отсылки как к эпизодам шоу, так и к самим играм. Особенностью игры является высокая сложность.
В 2016 году вышло продолжение игры Angry Video Game Nerd II: ASSimilation.

## Сюжет и игровой процесс

Версия игры для Nintendo 3DS. На втором экране отображается информация о доступных персонажах и оружии.

Нёрд и его друзья собрались поиграть в очередную плохую игру, как вдруг экран телевизора начал засасывать всех в себя. Не избежал этой участи и сам Нёрд, которого в экран затащила механическая рука, схватив за промежность. Вооружённый световым пистолетом для приставки NES, он должен пройти девять уровней игры (восемь основных, которые можно проходить в любом порядке, и один финальный, открывающийся после прохождения остальных), чтобы освободить своих друзей и вернуться в реальный мир. Дизайн уровней вдохновлён темами, фигурировавшими в шоу: так, Assholevania использует идеи из эпизодов о серии игр Castlevania, Beat It & Eat It — о порнографических играх для Atari 2600, а Blizzard of Balls — из рождественских специальных выпусков. Присутствуют также отсылки к классическим играм серий Legend of Zelda, Mega Man, Doom и т. д.
Для игрока доступны четыре персонажа: сам Нёрд, доступный с самого начала, и три его приятеля, доступ к которым открывается по мере прохождения игры: парень с гитарой (англ. The Guitar Guy), Майк Матей и буллшит-мэн (англ. Bullshit Man). Каждый из них вооружён собственным оружием (например, Майк использует световой меч) и отличается от Нёрда скоростью передвижения и высотой прыжка. Кроме того, на уровнях можно найти секреты, в которых спрятаны камео персонажей других интернет-шоу.
С точки зрения игрового процесса AVGN Adventures представляет собой платформер, схожий с играми серии Mega Man. Персонаж бегает по уровню, убивая врагов и избегая препятствий, наиболее часто встречающимся из которых и вызывающим наибольшие сложности являются блоки с черепами, мгновенно убивающие персонажа при соприкосновении с ними. В процессе прохождения Нёрд всплывающими текстовыми сообщениями комментирует происходящее с ним, а на экране, показываемом после смерти персонажа, отображается случайно генерируемое из ключевых слов ругательство в духе шоу Джеймса Рольфа. В конце каждого уровня необходимо победить «босса».
Даже на самом простом уровне сложности пройти игру довольно трудно. В то же время, в игре практически не используются «нечестные» приёмы повышения сложности, для успешного преодоления препятствий требуется лишь опыт и точный расчёт. На «нормальном» уровне сложности игроку даётся три очка здоровья (в качестве которых выступают бутылки пива Rolling Rock), 30 жизней и неограниченное число продолжений. На более высоких уровнях сложности уменьшается число жизней, ограничивается число продолжений, а враги становятся более сильными. На максимальном уровне сложности любая ошибка игрока становится фатальной и игру приходится проходить с самого начала.

## Разработка
Единственным разработчиком игры выступил Сэм Беддоус (FreakZone Games). Творчество Джеймса Рольфа служило для него источником вдохновения при создании его предыдущей игры, Manos: The Hands of Fate, вышедшей в 2012 году. Впечатлённый этой работой Беддоуса, Крейг Скистимас (ScrewAttack Entertainment) предложил ему сотрудничество в работе над будущими проектами. Воодушевлённый открывшимися перспективами, Беддоус представил для ScrewAttack дизайн-документ и предварительные варианты графики и музыки. Они были утверждены, и работа над проектом началась.
Дизайном игры полностью занимался Беддоус, а ScrewAttack выступали в роли продюсеров и бета-тестеров, высказывая пожелания по улучшению игры. В частности, разработчик изначально собирался имитировать технические ограничения NES, однако под влиянием издателя отказался от этой идеи. Кроме того, ScrewAttack выступили инициаторами включения в игру нескольких доступных игроку персонажей, восьми доступных направлений стрельбы, как в Contra. Основными источниками вдохновения послужили классические игры серии Mega Man, Teenage Mutant Ninja Turtles для NES, такие современные игры, как Super Meat Boy и Scott Pilgrim, и, конечно, обзоры Джеймса Рольфа. Многие элементы игры (например, один из боссов) были также заимствованы из Manos.
Создателей игры сдерживала невозможность использовать защищённых авторским правом персонажей, например, Багза Банни. Некоторые такие персонажи были включены в пародийных версиях (Фредди Крюгер и Джейсон Вурхиз как «Джимми и Бимми»). Некоторые другие персонажи обзоров Рольфа, в частности, доктор Джекилл и мистер Хайд находились в общественном достоянии и были включены в игру. Больше всего сложностей при разработке вызвала отладка управления и баланса персонажей, направленная на то, чтобы сделать игру сложной, но вызывающей желание её пройти. Необходимо было сделать так, чтобы игрок получал удовольствие от игры, но при этом верил, что Нёрд ей недоволен.
Игра была выпущена в 2013 году на персональных компьютерах под управлением Windows, и в 2015 году на Nintendo Wii U и 3DS для цифровой загрузки в магазине приложений e-Shop. Вопреки опасениям, связанным со строгостью кураторов магазина приложений Nintendo, приставочные версии игры не были подвергнуты цензуре. В версию игры для Wii U можно играть как используя только контроллер, так и на экране телевизора (в этом случае на контроллере отображается текущее специальное оружие и доступные персонажи). Эта же информация отображается на втором экране 3DS. В версии для этой приставки присутствуют трёхмерные эффекты.

## Восприятие
| Сводный рейтинг       | Сводный рейтинг | Сводный рейтинг | Сводный рейтинг |
| Издание               | Оценка          | Оценка          | Оценка          |
| Издание               | 3DS             | PC              | Wii U           |
| --------------------- | --------------- | --------------- | --------------- |
| Metacritic            |                 | 77              | 78              |
| Иноязычные издания    |                 |                 |                 |
| Издание               | Оценка          | Оценка          | Оценка          |
| Издание               | 3DS             | PC              | Wii U           |
| Destructoid           |                 | 8,5/10          |                 |
| Eurogamer             |                 | 8/10            |                 |
| Game Informer         |                 | 7,75/10         |                 |
| GameZone              |                 | 8/10            |                 |
| Nintendo Life         | 8/10            |                 | 7/10            |
| Nintendo Enthusiast   |                 |                 | 8/10            |
| Русскоязычные издания |                 |                 |                 |
| Издание               | Оценка          | Оценка          | Оценка          |
| Издание               | 3DS             | PC              | Wii U           |
| «Игромания»           |                 | 7,5/10          |                 |

Игра получила в целом положительные оценки критиков. Обозреватель сайта «Игромания» сделал вывод, что создатели игры «сумели сделать типичный платформер времён „Денди“», который занял бы «одно из почётных мест» в коллекции Джеймса Рольфа, если бы вышел в эпоху 1980-х, а с точки зрения зрителей шоу представляет собой «лучший „фансервис“, который только можно придумать». В обзоре Destructoid отмечалось, что разработчик успешно справился с задачей сделать игру, которая включала бы в себя элементы, характерные для попадавших в обзоры Нёрда чрезмерно сложных, содержащих странные дизайнерские решения и откровенно плохих игр, но которая при этом сама по себе оставалась способной заинтересовать игрока на достаточно продолжительное время.
В числе достоинств AVGN Adventures критики называли чёткое и отзывчивое управление, красивую графику в ретро-стиле, высокую, но сбалансированную сложность и большое число отсылок к классическим играм и выпускам шоу The Angry Video Game Nerd. Заслужила похвалы  и фоновая музыка. Как основные недостатки рассматривались специфическая направленность юмора, отсутствие свежих идей и небольшая продолжительность игры, а также повторное использование одних и тех же препятствий с немного отличающимся оформлением на всех уровнях. Неоднозначно были оценены «боссы». Обозреватель GameZone счёл их наиболее сложным и приносящим наибольшее удовлетворение элементом игры, другим же авторам, напротив, они показались слишком простыми из-за использования повторяющихся атак, построенных по несложному шаблону.

## Продажи
Летом 2018 года, благодаря уязвимости в защите Steam Web API, стало известно, что точное количество пользователей сервиса Steam, которые играли в игру хотя бы один раз, составляет 137 144 человека.

## Продолжение
17 июля 2015 года было анонсировано продолжение игры под названием Angry Video Game Nerd II: ASSimilation. Изначально его выпуск планировался зимой 2015 года, но фактически игра стала доступной для загрузки в сервисе Steam лишь 29 марта 2016 года. В отличие от AVGN Adventures, доступной только для Windows, вторая часть игры вышла также для операционных систем mac OS и Linux.